# Grand Prix Formule 1 van San Marino 1982
De Grand Prix Formule 1 van San Marino 1982 werd gehouden op 25 april in Imola.

## Verslag

### Voor de race
Na de diskwalificatie van Keke Rosberg en Nelson Piquet in de Grand Prix van Brazilië en het protest van de FOCA dat hierop volgde, besloten de teams die aangesloten waren bij deze organisatie de Grand Prix van San Marino te boycotten. Brabham, McLaren en Williams boycotten de race, terwijl Tyrrell, Osella, ATS en Toleman hun belofte verbraken en toch aan de race deelnamen. Slechts 14 wagens startten uiteindelijk de race.

### Race
Beide Renaults stonden op de eerste startrij, maar moesten al vroeg in de race opgeven waardoor de Ferraris de top-2 overnam met Gilles Villeneuve voor Didier Pironi. De derde, Michele Alboreto, reed op voldoende afstand waardoor Ferrari team orders gaf om het wat rustiger aan te doen om zo mechanische defecten uit te sluiten. Villeneuve ging er ook van uit dat deze team orders inhielden dat de posities dezelfde dienden te blijven, terwijl Pironi toch vol wilde blijven racen. De Fransman ging hierop voorbij Villeneuve. De Canadees dacht echter dat hij hem enkel maar voorbij ging om het een wat interessantere race te maken en ging Pironi opnieuw voorbij. Villeneuve dacht dat de posities nu wel dezelfde zouden blijven, tot in de laatste ronde toen Pironi hem voorbij ging in de Tosa-bocht. Villeneuve was razend en zei dat hij nooit in zijn leven nog met Pironi zou spreken. Twee weken later had Villeneuve zijn fatale crash in de kwalificatie van de Grand Prix van België.

## Uitslag
| Positie | Nummer | Rijder             | Team         | Ronden | Tijd/Opgave         | Startplaats | Punten |
| ------- | ------ | ------------------ | ------------ | ------ | ------------------- | ----------- | ------ |
| 1       | 28     | Didier Pironi      | Ferrari      | 60     | 1:36:38.887         | 4           | 9      |
| 2       | 27     | Gilles Villeneuve  | Ferrari      | 60     | + 0.366             | 3           | 6      |
| 3       | 3      | Michele Alboreto   | Tyrrell-Ford | 60     | + 1:07.684          | 5           | 4      |
| 4       | 31     | Jean-Pierre Jarier | Osella-Ford  | 59     | + 1 Ronde           | 9           | 3      |
| 5       | 10     | Eliseo Salazar     | ATS-Ford     | 57     | + 3 Rondes          | 14          | 2      |
| DQ      | 9      | Manfred Winkelhock | ATS-Ford     | 54     | Gediskwalificeerd   | 12          |        |
| NC      | 36     | Teo Fabi           | Toleman-Hart | 52     | Niet geklasseerd    | 10          |        |
| NF      | 16     | René Arnoux        | Renault      | 44     | Turbo               | 1           |        |
| NF      | 23     | Bruno Giacomelli   | Alfa Romeo   | 24     | Motor               | 6           |        |
| NF      | 32     | Riccardo Paletti   | Osella-Ford  | 7      | Ophanging           | 13          |        |
| NF      | 15     | Alain Prost        | Renault      | 6      | Motor               | 2           |        |
| NF      | 22     | Andrea de Cesaris  | Alfa Romeo   | 4      | Elektrisch probleem | 7           |        |
| NF      | 4      | Brian Henton       | Tyrrell-Ford | 0      | Transmissie         | 11          |        |
| NF      | 35     | Derek Warwick      | Toleman-Hart | 0      | Elektrisch probleem | 8           |        |

## Statistieken
| Pole-position | René Arnoux   | Renault | 1:29.765 |
| Snelste ronde | Didier Pironi | Ferrari | 1:35.036 |

## Noot
- Dit was de eerste podiumplaats voor Michele Alboreto.

1981 · 1982 · 1983 · 1984 · 1985 · 1986 · 1987 · 1988 · 1989 · 1990 · 1991 · 1992 · 1993 · 1994 · 1995 · 1996 · 1997 · 1998 · 1999 · 2000 · 2001 · 2002 · 2003 · 2004 · 2005 · 2006